# Ito Go
Go Ito (伊藤 剛 Itō Gō, sinh ngày 3 tháng 3 năm 1994) là một cầu thủ bóng đá người Nhật Bản. Anh thi đấu cho Fukushima United FC.

## Sự nghiệp
Từ năm 2013, Go Ito gia nhập câu lạc bộ Montenegro Zora, Kom và Iskra Danilovgrad. Năm 2015, anh chuyển đến câu lạc bộ Bosnia Zvijezda Gradačac. Vào tháng 7 năm anh trở lại Nhật Bản và gia nhập câu lạc bộ tại J1 League Shonan Bellmare. Vào tháng 6 năm 2017, anh chuyển đến câu lạc bộ J3 League Fukushima United FC.

## Thống kê câu lạc bộ
Cập nhật đến ngày 31 tháng 1 năm 2018.
| Thành tích câu lạc bộ | Thành tích câu lạc bộ | Thành tích câu lạc bộ | Giải vô địch | Giải vô địch | Cúp                   | Cúp                   | Cúp Liên đoàn | Cúp Liên đoàn | Tổng cộng | Tổng cộng |
| Mùa giải              | Câu lạc bộ            | Giải vô địch          | Số trận      | Bàn thắng    | Số trận               | Bàn thắng             | Số trận       | Bàn thắng     | Số trận   | Bàn thắng |
| Nhật Bản              | Nhật Bản              | Nhật Bản              | Giải vô địch | Giải vô địch | Cúp Hoàng đế Nhật Bản | Cúp Hoàng đế Nhật Bản | J. League Cup | J. League Cup | Tổng cộng | Tổng cộng |
| --------------------- | --------------------- | --------------------- | ------------ | ------------ | --------------------- | --------------------- | ------------- | ------------- | --------- | --------- |
| 2015                  | Shonan Bellmare       | J1 League             | 0            | 0            | 0                     | 0                     | 0             | 0             | 0         | 0         |
| 2016                  | Shonan Bellmare       | J1 League             | 0            | 0            | 0                     | 0                     | 0             | 0             | 0         | 0         |
| 2017                  | Shonan Bellmare       | J2 League             | 0            | 0            | 0                     | 0                     | –             | –             | 0         | 0         |
| 2017                  | Fukushima United FC   | J3 League             | 0            | 0            | 0                     | 0                     | –             | –             | 0         | 0         |
| Tổng                  | Tổng                  | Tổng                  | 0            | 0            | 0                     | 0                     | 0             | 0             | 0         | 0         |